# فرودگاه آبی کوموکس
فرودگاه آبی کوموکس (به انگلیسی: Comox Water Aerodrome) یک فرودگاه همگانی است که یک باند فرود آب دارد. این فرودگاه در کشور کانادا قرار دارد و در ارتفاع ۰ متری از سطح دریا واقع شده‌است.

## شرکت‌های هواپیمایی و مقصدهای پروازی
| شرکت‌های هواپیمایی                    | مقصدهای پروازی     |
| ------------------------------------ | ------------------ |
| West Coast Air اجرا توسط Harbour Air | آبی بندرگاه ونکوور |
| Harbour Air                          | آبی بندرگاه ونکوور |